# L'enseignement musical de la technique du piano
L'enseignement musical de la technique du piano (en català: "L'ensenyament musical de la tècnica del piano") és un mètode pedagògic sobre la tècnica pianística escrit per la pianista, compositora i pedagoga francocatalana Blanca Selva i Henry entre els anys 1915 i 1925, i fou publicat en 7 volums.

## Context
Blanca Selva forma part de la segona generació de teòrics, que influenciats pel Positivisme de meitats del segle xix, intenten aproximarse a la tècnica pianística basant-se en l'experiència i els estudis empírics defugint d'especulacions romàntiques, així com varen fer anteriorment Maria Jaëll i Tobias Matthay i més endavant faria el pianista Alfred Cortot.
Selva va estudiar a la Schola Cantorum de París amb Vicent d'Indy on va ser nomenada pel seu mestre, professora de piano als 18 anys l'any 1902. Des d'aleshores també va impartir classes al Conservatori d'Estrasburg, l'École Normale de Musique de París i al Conservatori de Praga fins a mitjans dels anys vint. Durant aquesta època escriu el mètode i s'associa amb el violinista Joan Massià, amb qui comparteix activitat concertista i d'ensenyament per Europa i França. Junts realitzen gires per a ensenyar el mètode per tota França. També va fundar uns cursos d'estiu a Briva, el seu poble natal, en una casa anomenada Mas del Sol on formava a docents en el seu mètode d'ensenyament de la tècnica del piano, a més de música de cambra, violí amb Joan Massià, teoria musical i improvisació. Durant sis anys, els cursos s'imparteixen a l'estiu, realitzan classes cada dia durant sis setmanes. Blanca Selva parla sobre això en unes notes:
"C'est là surtout que viennent s'alimenter les professionnels qui, l'année scolaire venue, s'en retournent chacun chez soi, distribuant autour d'eux les connaissances reçues, les développant pour leur propre compte et créant ainsi, dans chaque ville, dans chaque région où ils sont, des foyers de véritable art, où les enfants et les adultes peuvent puiser un développement aussi rapide que solide et beau."
(Notes sur la carrière de Blanche Selva, professeur au Conservatoire de Strasbourg, au Conservatoire de Prague, enseignement et concerts à Barcelone. Dans « La Revue Pleyel » (36, 3e année) septembre 1926, p. 26-27)
Durant aquests anys atorga diplomes i crea una xarxa de mestres qualificats que imparteixen el seu mètode per tota França i ella mateixa viatja ocasionalment per a supervisar i garantir la correcta aplicació dels principis fonamentals. L'any 1934 funda a Barcelona, juntament amb L'Associació Obrera de Concerts del violoncel·lista Pau Casals, els Estudis Musicals Blanca Selva on segueix impartint el seu mètode.

## El mètode
El mètode anomenat "L'enseignement musical de la technique du piano", es publicat a París a través de l'editorial Rouart, Lerolle et C.ie entre els anys 1916 i 1925. Està dividit en tres parts (en cinc volums) més un llibre preparatori (en dos volums) en un total de més de 1000 pàgines amb il·lustracions descriptives.

### Volums (ordre de publicació)[5][7]
- Volum I: 1r llibre - Principis de sonoritat al piano. Treball elemental del tocar (1916) - 142 p. - (Llibre del mestre)
- Volum II: 1r llibre - Principis de sonoritat al piano. Treball elemental del tocar (1916) - 25 p. - (Llibre de l'alumne)
- Volum III: 2n llibre - La simultaneïtat dels sons al piano, treball elemental de dobles notes. Fonament harmònic de la polifonia i de la línia (1919) - 271 p.
- Volum IV: 3r llibre, primera part: dobles notes, tremolo, línies trencades i arpeggio. (1923) - 199 p.
- Volum V: 3r llibre, segona part: escala, arpegis, línies compostes. (1924) - 180 p.
- Volum VI: Llibre preparatori, Primera part: Principis fonamentals del treball de piano (1922) - 77 p.
- Volum VII: Llibre preparatori, Segona part: Preparació per tocar el piano (1925) - 256 p.

### Aportacions del mètode a la pedagogia del piano
Blanca Selva te com a principals referents a Rudolph Maria Breithaupt, Friedrich Adolf Steinhausen, Xaver Scharwenka i Marie Jaëll però introdueix nous elements rellevants. Les principals aportacions a la pedagogia de la tècnica pianística en són tres segons explica el musicòleg i pianista Luca Chiantore en el seu llibre "História de la técnica pianística".
La primera aportació són l'introducció dels exercicis de simulació i estudi de la coordinació muscular mitjançant exercicis gairebé sempre fora el teclat, es poden trobar en els dos volums del llibre preparatori.
La segona aportació fa refèrencia a les que anomena les "tres sonoritats del piano" les quals es desenvolupen en tres tipus d'execució: jeu appuyé (execució "recolzada"), jeu éclatant (execució "explosiva" o "impulsada") i jeu léger o jeu indifférent (execució "indiferent").
Finalment el seu veritable centre d'atenció és la relació entre els moviments del braç i el fraseig i per això introdueix el concepte de neuma, cèl·lula formada per un conjunt de notes on per la seva posició dins el compàs la accentuació rítmica recau en una nota o un altre.Aleshores estableix diferents models de neuma relacionant-los amb el gest i la distribució del pes del braç per a la seva correcta excecució.